# Episodi di Agents of S.H.I.E.L.D. (sesta stagione)
La sesta stagione della serie televisiva Agents of S.H.I.E.L.D., composta da tredici episodi, è stata trasmessa in prima visione negli Stati Uniti dal canale ABC, dal 10 maggio al 2 agosto 2019.
Gli antagonisti principali della sesta stagione sono: Sarge e Izel.
In Italia la stagione è stata trasmessa in prima visione dal canale satellitare Fox dal 3 giugno al 19 agosto 2019.
| nº | Titolo originale                          | Titolo italiano                             | Prima TV USA   | Prima TV Italia |
| -- | ----------------------------------------- | ------------------------------------------- | -------------- | --------------- |
| 1  | Missing Pieces                            | Pezzi mancanti                              | 10 maggio 2019 | 3 giugno 2019   |
| 2  | Window of Opportunity                     | Gamma di possibilità                        | 17 maggio 2019 | 3 giugno 2019   |
| 3  | Fear and Loathing on the Planet Of Kitson | Paura e disgusto sul pianeta di Kitson      | 24 maggio 2019 | 10 giugno 2019  |
| 4  | Code Yellow                               | Codice giallo                               | 31 maggio 2019 | 17 giugno 2019  |
| 5  | The Other Thing                           | L'altra cosa                                | 14 giugno 2019 | 24 giugno 2019  |
| 6  | Inescapable                               | Inevitabile                                 | 21 giugno 2019 | 1º luglio 2019  |
| 7  | Toldja                                    | Te l'avevo detto                            | 28 giugno 2019 | 8 luglio 2019   |
| 8  | Collision Course (Part I e II)            | Rotta di collisione (prima e seconda parte) | 5 luglio 2019  | 15 luglio 2019  |
| 9  | Collision Course (Part I e II)            | Rotta di collisione (prima e seconda parte) | 12 luglio 2019 | 22 luglio 2019  |
| 10 | Leap                                      | Salto                                       | 19 luglio 2019 | 29 luglio 2019  |
| 11 | From the Ashes                            | Dalle ceneri                                | 26 luglio 2019 | 5 agosto 2019   |
| 12 | The Sign                                  | Il segnale                                  | 2 agosto 2019  | 12 agosto 2019  |
| 13 | New Life                                  | Nuova vita                                  | 2 agosto 2019  | 19 agosto 2019  |

## Pezzi mancanti
- Titolo originale: Missing Pieces
- Diretto da: Clark Gregg
- Scritto da: Jed Whedon, Maurissa Tancharoen

### Trama
Un anno dopo la morte del direttore Coulson, lo S.H.I.E.L.D. si sta ricostruendo sotto la guida di Mack e si trova a esaminare una serie di anomalie energetiche costituite da estranei ostili che emergono da dei portali, uno dei quali viene intrappolato all'interno di un muro e parzialmente si trasforma in cemento. Nello spazio profondo, gli agenti Daisy Johnson, Jemma Simmons, Piper e Davis cercano Leo Fitz che è stato visto per l'ultima volta in una camera a condensazione su un'astronave con il Chronicom Enoch; trovata l'astronave abbandonata e la camera vuota, Simmons apprende che questa è stata creata su Naro-Atzia e, nonostante gli altri, a seguito di un conflitto con un incrociatore della Confederazione, decidano di tornare sulla Terra, Simmons riesce a impostare le coordinate per quest'ultimo. Nel mentre, sulla Terra, Mack e Melinda reclutano il dott. Marcus Benson per aiutarli a fondare un'accademia dello S.H.I.E.L.D. e fornire supporto scientifico per comprendere i fenomeni inspiegabili che stanno accadendo. Trovano coordinate sull'uomo di cemento, Tinker, che li conduce in un museo. I nemici sopravvissuti sono lì, e distruggono l'edificio per far posto al loro capo, Sarge, che, dopo aver ucciso una giovane recluta dello S.H.I.E.L.D., si rivela avere la stessa faccia del defunto Coulson.
- Ascolti USA: telespettatori 2.310.000.[3]

## Gamma di possibilità
- Titolo originale: Window of Opportunity
- Diretto da: Kevin Tancharoen
- Scritto da: James C. Oliver e Sharla Oliver

### Trama
Sarge e il suo gruppo incominciano a fare provviste per la missione e nascondono il loro camion usando una tecnologia di occultamento. Rapinano quindi una gioielleria per raccogliere gemme piezoelettriche, attirando però l'attenzione dello S.H.I.E.L.D. May e Yo-Yo guidano una squadra per catturare Sarge e il suo gruppo, ma vengono chiusi fuori dal caveau. Per un presentimento, May trova il camion nascosto dove il gruppo di Sarge sta usando un portale per spostare le gemme fuori dal caveau. May stende Jaco, Snowflake e Pax, ma esita quando vede Sarge, venendo spinta attraverso il portale, mentre i quattro fuggono. Indagando su Tinker, Benson decripta un suo chip di memoria e trova una registrazione di Sarge e la sua squadra che osservano la distruzione di un pianeta. Nello spazio, Fitz è fuori dalla criostasi e si nasconde in una nave cargo con Enoch. Vengono però scoperti dal controllore della nave, Viro, che minaccia di ucciderli a meno che non lavorino come schiavi. Con l'inganno, Fitz fa risucchiare Viro fuori da un condotto e cambia la rotta verso Kitson, dove l'equipaggio della nave può trovare lavoro, proprio mentre si stavano avvicinando a Naro-Atzia, dove era appena arrivato il gruppo di Daisy.
- Ascolti USA: telespettatori 2.180.000.[4]

## Paura e disgusto sul pianeta di Kitson
- Titolo originale: Fear and Loathing on the Planet of Kitson
- Diretto da: Jesse Bochco
- Scritto da: Brent Fletcher e Craig Titley

### Trama
Fitz e Enoch arrivano su Kitson, dove la loro nave viene rubata sotto minaccia armata, quindi decidono di recarsi al casinò per vincere abbastanza denaro per una nuova nave nonostante nel locale sia in vigore una regola ferrea contro i "robot". Nel frattempo, il gruppo di Daisy arriva su Naro-Atzia, dove vengono abbordati da un cacciatore di taglie che cerca Fitz. Riescono quindi a legarlo, scoprendo che Fitz è diretto a Kitson, dove arrivano poco dopo. Intanto, Enoch vince diverse partite consecutive, ma viene ingannato e perde tutto. Avendo bisogno di una somma ingente e non avendo denaro da scommettere, Fitz partecipa a un gioco in cui è lui stesso la garanzia: chi perde viene venduto come schiavo. Daisy, Simmons e Davis mangiano dei "dolcetti" alieni, per poi scoprire a proprie spese che si tratta di allucinogeni. Il cacciatore di taglie, che si scopre essere un altro Chronicom, stende Davis e disabilita i sistemi di Enoch da remoto, rivelando che Enoch è un "robot". Nonostante sia drogata, Daisy riesce a sconfiggere la banda del cacciatore Chronicom, mentre Simmons si riunisce per un momento con Fitz prima che lo stesso cacciatore di taglie lo teletrasporti con sé, lasciando lei ed Enoch confusi. Nel frattempo, sulla Terra, Sarge spara delle particelle caricate staticamente nell'atmosfera, ricoprendo il pianeta intero.
- Ascolti USA: telespettatori 2.260.000.[5]

## Codice giallo
- Titolo originale: Code Yellow
- Diretto da: Mark Kolpack
- Scritto da: Nora Zuckerman e Lilla Zuckerman

### Trama
Viene rivelato che Deke Shaw ha creato un'azienda usando la tecnologia dello S.H.I.E.L.D. Intanto, Sarge e la sua squadra rintracciano un uomo apparentemente normale e lo uccidono con uno strano coltello. Il corpo viene portato a Benson, il quale scopre un parassita alieno simile a un pipistrello, che si rianima e vola nel sistema di ventilazione della base una volta che il coltello viene rimosso. La squadra di Sarge dà quindi la caccia a Shaw, il loro nuovo obiettivo, con lo stesso Sarge che finge di essere Coulson per avvicinarsi a Shaw. Alla fine, quest'ultimo capisce che non è il vero Coulson e cerca di fuggire con l'aiuto di un agente dello S.H.I.E.L.D. sotto copertura che lavorava con lui. Mack, May e una squadra d'assalto entrano nell'edificio e cercano di catturare Sarge e il suo team vivi, ma nonostante Mack riesca a catturare Pax e Jaco, e May riesca a sconfiggere Snowflake, Sarge ha la meglio su di lei e la rapisce. Nel frattempo, alla base, il parassita vola dentro la bocca di Keller e incomincia a fondersi col suo sistema cardiocircolatorio. Benson e Yo-Yo cercano di portarlo nella stanza di isolamento, ma questi esplode in una massa di strutture cristalline. Yo-Yo recupera il coltello ed è costretta a uccidere Keller per salvare la base ed evitare che esploda.
- Ascolti USA: telespettatori 2.350.000.[6]

## L'altra cosa
- Titolo originale: The Other Thing
- Diretto da: Lou Diamond Phillips
- Scritto da: George Kitson

### Trama
Sotto la custodia di Sarge, May viene costretta a uccidere un uomo infettato dal parassita. Sarge le rivela quindi che questo era parte degli "Shrike", parassiti che infettano mondi e li distruggono per conto del loro creatore, e che lui ha intenzione di fermarli una volta per tutte. Alla fine, May riesce a ribaltare la situazione e porta Sarge alla base, il tutto rivivendo ricordi di Coulson. Intanto, nello spazio, la squadra di Daisy viene catturata dai Chronicom guidati da Atarah, l'ex superiore di Enoch. Dopo che il loro pianeta è stato distrutto da una misteriosa piaga, hanno preso le navi della Confederazione per difendersi e hanno rapito Fitz per scoprire il segreto per viaggiare nel tempo. Con Enoch che li tradisce e senza nessun'altra scelta, Simmons si arrende ai Chronicom per riunirsi con Fitz, così che Daisy e il resto della squadra restino in vita e possano tornare sulla Terra. Mack e Benson consolano Yo-Yo, che è ancora scioccata dalla morte di Keller, ma mentre esegue l'autopsia, Benson scopre che il parassita e il coltello che l'ha ucciso erano composti di cristalli simili ai monoliti in cui si sono imbattuti gli agenti dello S.H.I.E.L.D. Enoch si riunisce con Fitz e lo mette al corrente di cosa è successo prima di intossicarlo con del gas, tradendo anche lui.
- Ascolti USA: telespettatori 2.180.000.[7]

## Inevitabile
- Titolo originale: Inescapable
- Diretto da: Jesse Bochco
- Scritto da: DJ Doyle

### Trama
Atarah utilizza un congegno speciale per intrappolare Fitz e Simmons nelle proprie menti, costringendoli a lavorare insieme per comprendere la logica dei viaggi nel tempo. Mentre sono imprigionati, Fitz viene a sapere da una riluttante Simmons delle sue avventure coi viaggi nel tempo, incluse la morte del sé stesso del futuro alternativo e di Coulson. I due vengono poi inseguiti da Leopold, l'alter-ego malvagio di Fitz del Framework, e da una Simmons zombie, formatasi dal dolore e dai brutti ricordi soppressi di tutta una vita. Dopo una breve lite, Fitz e Simmons si riappacificano e affrontano le loro paure. Vengono quindi liberati da Enoch, che ha cambiato idea sulla propria lealtà e riesce a stendere Atarah e gli altri Chronicom. I tre quindi si teletrasportano via verso una destinazione ignota. Sulla Terra, intanto, Daisy informa Mack della situazione di Fitz e Simmons, e viene a sapere che la Terra è stata invasa dalle stesse creature responsabili della distruzione del pianeta dei Chronicom.
- Ascolti USA: telespettatori 2.120.000.[8]

## Te l'avevo detto
- Titolo originale: Toldja
- Diretto da: Keith Potter
- Scritto da: Mark Leitner

### Trama
Fitz, Simmons ed Enoch si teletrasportano di nuovo su Kitson, dove vengono catturati dal padrone del pianeta e costretti a un gioco con le loro vite in palio, rischiando la decapitazione. Ma una misteriosa mercenaria chiamata Izel interviene e compra la loro libertà, in cambio del loro aiuto a trovare un artefatto sulla Terra. Mentre preparano la nave per la partenza, Enoch li saluta in quanto ha ormai completato la sua missione iniziale, e decide di andare ad aiutare il suo popolo. Sulla Terra, lo S.H.I.E.L.D. tenta di interrogare Sarge e la sua squadra invano. Usando uno dei suoi tracker, il team localizza due ospiti Shrike e li cattura, ma entrambi gli ospiti incominciano a tremare quando vengono messi accanto, creando un'altra esplosione di cristalli. Sarge svela che la loro debolezza è l'esposizione al freddo, permettendo così di salvare May e Yo-Yo in tempo, in cambio della libertà sua e della sua squadra.
- Ascolti USA: telespettatori 2.170.000.[9]

## Rotta di collisione (prima parte)
- Titolo originale: Collision Course (Part I)
- Diretto da: Kristin Windell
- Scritto da: Jeffrey Bell e Craig Titley

### Trama
Sarge rivela che un gran numero di ospiti Shrike convergerà in un punto specifico per creare una torre di cristalli, per preparare l'arrivo della "Bestia". Mack incarica Daisy, May e Deke di accompagnare Sarge e Snowflake nel punto, mentre lui li segue in segreto a bordo dello Zephyr. Imprigionato sulla nave, Pax confessa a Yo-Yo che il piano di Sarge è di usare una bomba per far esplodere la torre ed eliminare la Bestia, che Sarge rivela essere Izel. Mentre si dirigono verso la Terra, Fitz e Simmons scoprono da Izel che lei sta cercando i monoliti, conosciuti come i Di'Allas. Izel incomincia in segreto a usare gli Shrike per infettare l'equipaggio della nave uno dopo l'altro, finché rimangono solo Fitz e Simmons. Mentre Daisy, May e Deke riescono a trovare la bomba, Sarge si teletrasporta sullo Zephyr dopo aver impostato il pilota automatico sul tir in modo che vada a schiantarsi sulla torre. Intanto, su Kitson, Enoch stabilisce un contatto con uno dei suoi soci e gli propone un'alleanza; nel frattempo, però, i cacciatori Chronicom tentano di fermare Enoch usando la loro macchina dei ricordi per scoprire qualcosa con i ricordi di Fitz e Simmons.
- Ascolti USA: telespettatori 1.790.000.[10]

## Rotta di collisione (seconda parte)
- Titolo originale: Collision Course (Part II)
- Diretto da: Sarah Boyd
- Scritto da: Iden Baghdadchi

### Trama
Sarge prende il controllo dello Zephyr e ordina a Mack di inseguire la nave di Izel. Deke non riesce a disinnescare la bomba, ma mentre il tir sta per schiantarsi contro la torre, Daisy usa i suoi poteri per contenerla, riuscendo a evitare che esploda. Lo schianto libera uno stormo di Shrike che circonda il tir, ma Daisy riesce a disintegrarli con le sue scosse, facendo sì che Izel ordini la ritirata della nave. Sarge, intanto, uccide Pax per rabbia dopo aver scoperto che il piano della bomba era fallito. Quando Fitz e Simmons riescono a mettersi in contatto con lo S.H.I.E.L.D., Sarge minaccia Izel, che, credendo che Fitz e Simmons cospirino contro di lei, ordina all'equipaggio della nave di eliminarli. Intanto, Yo-Yo convince Jaco a ricordare lo scopo della sua battaglia, portandolo dalla loro parte. Mack si libera con l'aiuto di Yo-Yo e mette fuori combattimento Sarge. Mack, Yo-Yo, Davis e Jaco si infiltrano quindi sulla nave di Fitz dopo esserci atterrati sopra con il Quinjet, e salvano Fitz e Simmons, ma Izel sembra scomparsa. Il gruppo fugge dalla nave grazie al portale aperto da Jaco e si riunisce con Daisy e gli altri sul tir, ma Jaco decide di tornare indietro e far detonare la bomba per uccidere Izel, sacrificandosi. Più tardi, lo S.H.I.E.L.D. festeggia la vittoria mentre Sarge è imprigionato. Mack e Yo-Yo si riconciliano e ricominciano la loro relazione, mentre May entra nella cella di Sarge e sembra ucciderlo con quattro colpi di pistola.
- Ascolti USA: telespettatori 2.300.000.[11]

## Salto
- Titolo originale: Leap
- Diretto da: Garry A. Brown
- Scritto da: Drew Z. Greenberg

### Trama
Il corpo di Sarge viene portato al laboratorio, dove Fitz e Simmons scoprono che è ancora vivo, e che le sue ferite stanno guarendo in fretta. May si consegna e confessa di non ricordare di aver sparato a Sarge. Alla fine, il team capisce che Izel ha il potere di possedere le persone, provocando in loro un blackout durante il periodo in cui sono controllati, così che non ricordino nulla, e che si è infiltrata nel Faro attraverso Davis, posseduto mentre questi era sulla sua nave. Mack mette la base in isolamento, e riunisce tutti sul ponte di comando per un interrogatorio in modo da capire quale corpo Izel stia possedendo. Dopo che Mack rinchiude Daisy e Yo-Yo per evitare che vengano controllate, Izel compare e chiede che le vengano consegnati i monoliti. Gli agenti tentano di fermarla, ma Izel continua a saltare da un corpo all'altro fin quando getta Davis da una sporgenza, uccidendolo prima di prendere Mack. Fitz deduce quindi che i monoliti rappresentavano spazio, tempo e creazione. Con i tre monoliti esplosi, quando Coulson vi entrò, la loro energia combinata creò un nuovo Coulson (ovvero Sarge) attraverso lo spazio e il tempo, su un altro pianeta nel passato. Sarge, intanto, riesce a fuggire e affronta Izel, che ha trovato il dispositivo contenente l'energia dei monoliti. Rivela quindi che il vero nome di Sarge è Pachakutiq, che entrambi provengono da un pianeta di esseri non corporei, e che i ricordi di Sarge sono stati confusi con quelli di Coulson quando prese il corpo di Coulson; ma nonostante ciò, Sarge rifiuta di unirsi a Izel. Quando Yo-Yo e Daisy la affrontano, la prima si lascia possedere per non farle prendere Daisy, e chiede a Mack di portarla da qualche altra parte con l'aereo. Ancora scosso, Sarge rifiuta di credere a Izel anche quando i suoi poteri cominciano a manifestarsi.
- Ascolti USA: telespettatori 2.380.000.[12]

## Dalle ceneri
- Titolo originale: From the Ashes
- Diretto da: Jennifer Phang
- Scritto da: James C. Oliver e Sharla Oliver

### Trama
Izel deve portare l'energia dei monoliti in un tempio specifico, facendo venire a tal proposito Benson (l'unico a sapere la sua posizione) sullo Zephyr, mentre lei controlla Mack. Nonostante Yo-Yo riesca ad avvisarlo prima che questi riveli la posizione del tempio, Izel utilizza l'energia dei monoliti per tormentare Benson con una manifestazione del suo defunto marito Thomas, e Benson confessa la posizione. Yo-Yo e Mack riescono ad ingannare Izel in modo da liberare Benson dallo Zephyr all'interno del modulo di contenimento, per permettere allo S.H.I.E.L.D. di sapere dove sono diretti. Intanto, Daisy e May litigano sul fatto che ci sia ancora qualche traccia di Coulson dentro Sarge o se dovrebbero ulteriormente stuzzicarlo per scatenare il suo potere contro Izel. Deke capisce che la possessione di Izel si basa sulle vibrazioni, e lui e FitzSimmons iniziano a lavorare su un dispositivo per ostacolarla. Daisy legge finalmente la lettera che Coulson le aveva lasciato, e spezza il collo a Sarge durante l'interrogatorio, ma questi torna più forte di prima e inizia a distruggere il Faro, provando a fuggire. Quando Daisy si prepara ad ucciderlo, Sarge la chiama "Skye", intenzionato a sacrificarsi prima che faccia del male a qualcuno. Questo fa capire a Daisy che Coulson è davvero lì dentro (in nessun altro modo Sarge avrebbe potuto sapere il vecchio nome di Daisy) e riesce a calmarlo, iniziando a considerarlo un'ottima risorsa e un alleato contro Izel. Questa, intanto, ha imprigionato Mack e Yo-Yo nel tempio e chiede loro di ricreare i monoliti in forma solida, usando le loro paure e l'energia di creazione per realizzare ciò, in quanto loro due hanno visto i veri monoliti e possono quindi ricrearli. Dopo averla inizialmente sbeffeggiata, rimangono però scioccati quando appare improvvisamente Flint. Nel frattempo, i Chronicom hanno appreso nuove informazioni. Mentre Atarah continua a voler salvare Chronyca-2, Malachi ha intenzione di fondare un Chronyca-3 e uccide Atarah, mandando gli altri Chronicom a caccia di due obiettivi.
- Ascolti USA: telespettatori 2.140.000.[13]

## Il segnale
- Titolo originale: The Sign
- Diretto da: Nina Lopez-Corrado
- Scritto da: Nora Zuckerman e Lilla Zuckerman

### Trama
Izel si impossessa di Flint per ricostruire i Monoliti, creando un portale dove la sua gente aspetta il segnale per invadere la Terra, spezzando una gamba a Flint dopo aver mandato il suo esercito di Shrike a caccia di altri ospiti. Deke, intanto, porta lo staff della sua compagnia tecnologica in un piano del Faro precedentemente vuoto in modo da produrre in massa i dispositivi necessari a tenere Izel fuori dai loro corpi e trasformare i coltelli di Sarge in proiettili ammazza-Shrike, quindi May, Sarge, Piper e Daisy portano un Quinjet al tempio. Daisy fa allontanare gli zombie, mentre May e Sarge vanno ad affrontare Izel. Stanco di non essere rispettato da nessuno, Deke usa il dispositivo per il teletrasporto rubato per andare nel tempio e liberare Mack, Yo-Yo e Flint, ma non ha abbastanza energia per il ritorno; riesce tuttavia a piazzare una videocamera per mostrare a Fitz e Simmons cosa sta facendo Izel e arriva al Quinjet a piedi. Mack e Yo-Yo fanno scortare Flint al sicuro da Piper, ma rimangono intrappolati nello Zephyr insieme a Daisy da un'orda di zombie. Sarge e May affrontano Izel, ma Sarge non riesce ad ucciderla. Confuso dal dolore che prova, May gli dice che non è dolore, ma amore nei confronti del team, venendo però pugnalata da Sarge che la getta nel portale usandola come segnale, accogliendo Pachakutiq. Enoch, intanto, si incontra con il suo contatto su Kitson, ma questi gli dice che tutti i Chronicom sono ora cacciatori e lo attacca.
- Ascolti USA: telespettatori 2.150.000.[14]

## Nuova vita
- Titolo originale: New Life
- Diretto da: Kevin Tancharoen
- Scritto da: Brent Fletcher e Jed Whedon

### Trama
Fitz e Simmons comunicano al team sul campo cos'è successo a May, ma le comunicazioni vengono interrotte e il Faro viene messo in isolamento. Malachi e i Chronicom attaccano la base, uccidendo molti agenti. Con le conoscenze di Fitz e Simmons, hanno infatti anticipato ogni mossa che questi avrebbero fatto. In una stanza con la tecnologia del Framework, Fitz e Simmons si preparano a sacrificare sé stessi per distruggerlo così che i Chronicom non possano usarlo, ma Enoch, con le sembianze del suo ex contatto, li salva e propone loro un piano. Con lo Zephyr disabilitato, Mack fa pilotare il Quinjet a Deke per portarlo da loro, ma Yo-Yo viene infettata da uno Shrike. In una sorta di limbo tra i regni dove la vita e la morte non contano, May disintegra tre figure incappucciate prima che queste aprano il portale alla gente di Izel. Questa però affronta May e la sconfigge per tentare di ristabilire la connessione al suo mondo. Daisy, Mack e Yo-Yo affrontano Pachakutiq, ma capiscono presto di non essere al suo livello. Izel ritorna dal portale, ma May la pugnala da dietro, uccidendola e liberando Yo-Yo, provocando la morte di tutti gli altri Shrike, così che Mack possa uccidere Pachakutiq, chiudendo il portale. Mentre May muore lentamente, arriva Simmons con una squadra di scienziati e uno Zephyr migliorato, mettendo May in una cella criostatica. Tutti riescono a scappare prima che i Chronicom facciano fuoco e distruggano il tempio e i monoliti. Fitz li guida quindi da remoto mettendoli al sicuro grazie a un dispositivo per il teletrasporto migliorato, portandoli nella New York di diversi decenni fa, presumibilmente negli anni '30. Simmons spiega che ora i Chronicom sanno tutto dello S.H.I.E.L.D. e loro hanno quindi bisogno di un esperto che li aiuti a contrattaccare, mostrando un LMD di Coulson migliorato dalla tecnologia dei Chronicom.
- Ascolti USA: telespettatori 1.690.000.[14]